# Alessandria della Rocca
Alessandria della Rocca település Olaszországban, Szicília régióban, Agrigento megyében. Lakosainak száma 2452 fő (2023. január 1.). Alessandria della Rocca Bivona, Cianciana, San Biagio Platani, Santo Stefano Quisquina és Sant'Angelo Muxaro községekkel határos.

## Népesség
A település népességének változása:
| Lakosok száma | 2959 | 2867 | 2452 |
|               | 2017 | 2018 | 2023 |